# ヴラジミール・クレメンティス

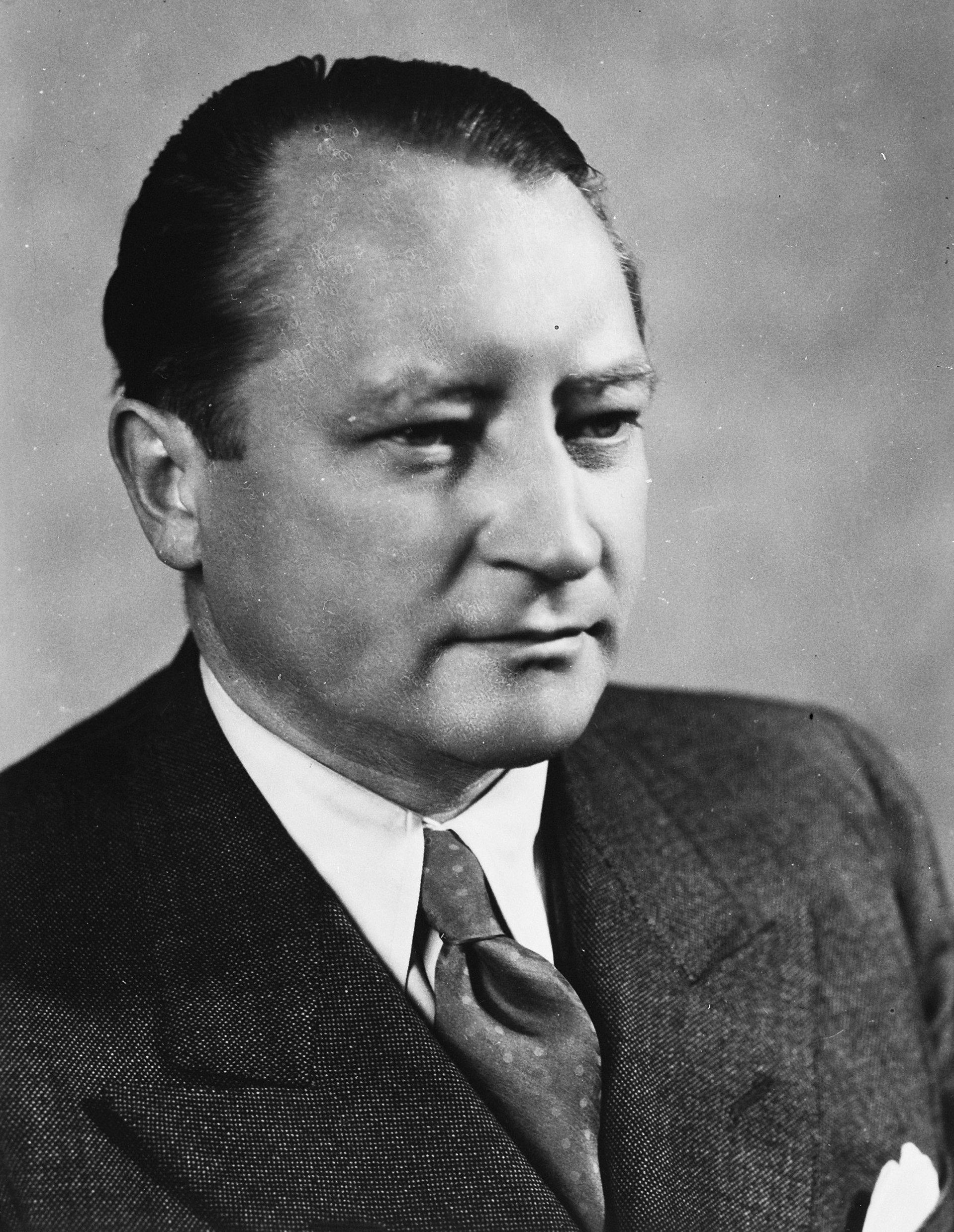
ヴラジミール・クレメンティス

ヴラジミール・クレメンティス（Vladimír "Vlado" Clementis、1902年9月20日-1952年12月3日）は、スロバキアの政治家、外務大臣（1948-1950）。

## 来歴・人物
スロバキア中部の都市ティソヴェツ生まれ。1935年チェコスロバキア共産党から下院議員に当選した。第二次大戦中はパリおよびロンドンで過ごす。1945年に帰国し、チェコスロバキア外務次官となり、国連憲章の調印式にチェコスロバキア政府代表として参加。1948年2月の政変後、外務大臣に就任。アヴィア S-199の供与などイスラエルへの武器支援を行う。1950年に外相を辞任させられ、逮捕。ブルジョワ民族主義、トロツキー主義、シオニストからなる国家転覆に関わった罪で、党書記長だったルドルフ・スラーンスキーらとともに死刑判決を受け、1952年12月3日処刑された。